# Волгоградський музей образотворчих мистецтв імені І. І. Машкова
Волгоградський музей образотворчих мистецтв імені І. І. Машкова (рос. Волгоградский музей изобразительных искусств имени И. И. Машкова) — художній музей у місті Волгоград (Росія).
Музей заснований 1960 року (22 червня 1963 року відкритий для відвідувачів) і є єдиним у Волгограді художнім музеєм. Основу виставок музею складають твори XVIII—XX століть. У музеї добре представлена історія російського пейзажного живопису.
Ім'я Іллі Івановича Машкова Волгоградському музею образотворчих мистецтв було присвоєно 25 жовтня 2010 року.
Спочатку формування колекції відбувалося на основі творів з фондів інших музеїв, зокрема понад 2000 експонатів було отримано з Ермітажу, Третьяковської галереї, Державного історичного музею, Павловського музею-заповідника та ряду інших музеїв. Надалі комплектування здійснювалося за рахунок придбань і дарувань.
У музеї зберігається понад 7000 творів живопису і скульптури. Особливо виділяється колекція живопису волгоградського художника І. І. Машкова. У колекції живопису XX століття також помітно виділяються твори А. О. Пластова, Д. Д. Жилінського, В. Ф. Стожарова, Г. М. Коржева, В. Ю. Попкова, М. І. Андронова, Н. І. Нестерової.

## Галерея

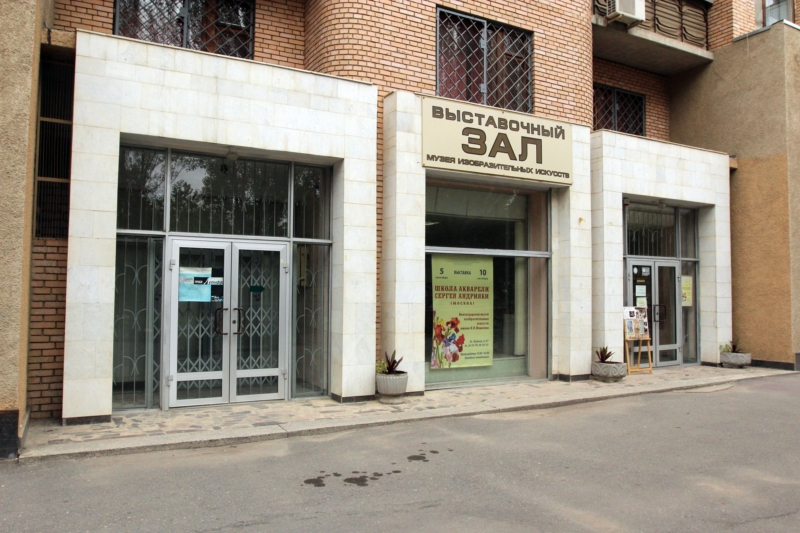
Виставкова зала музею
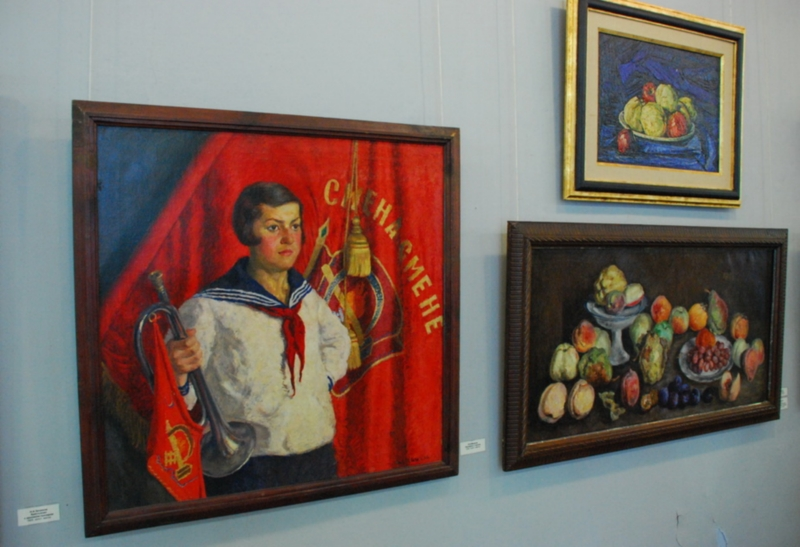
Інтер'єр музею
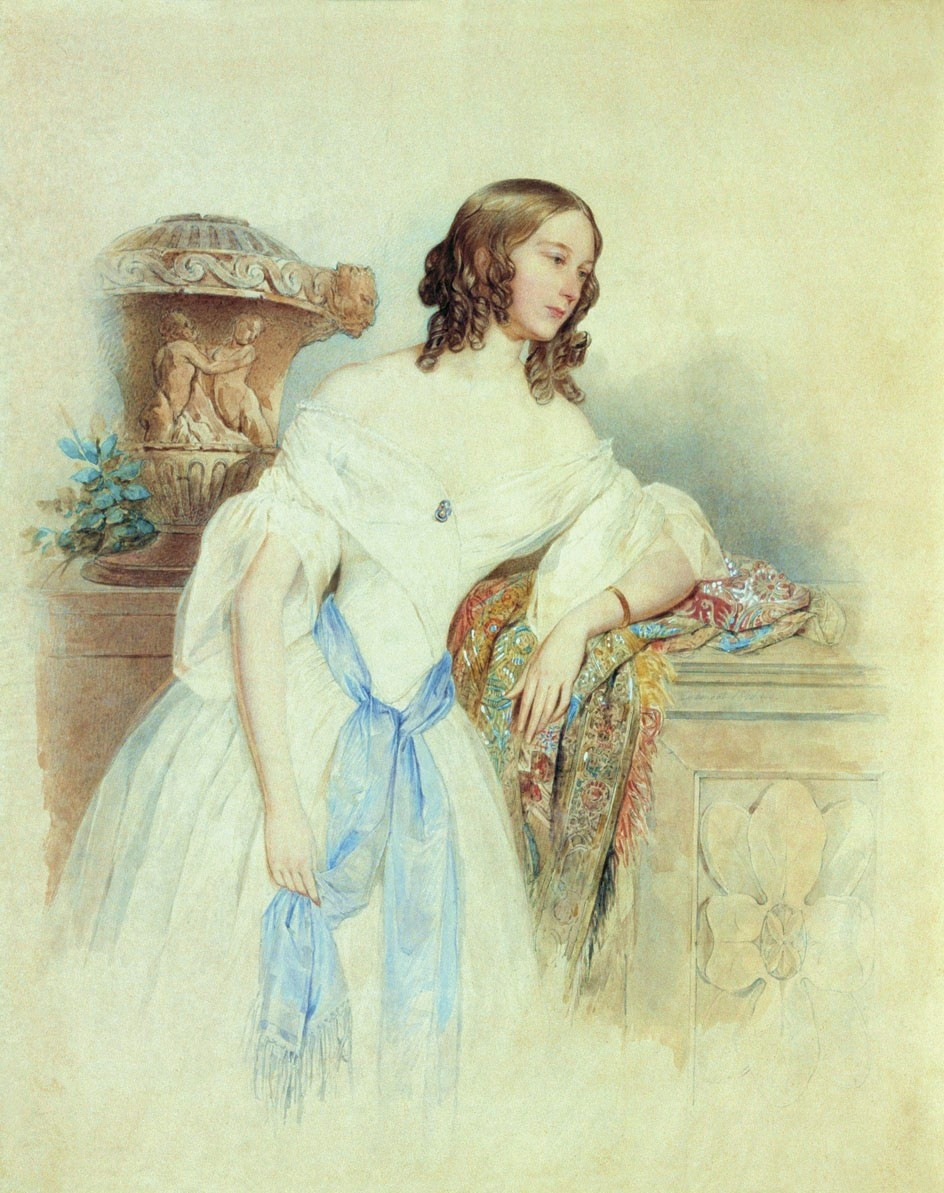
Петро Соколов. «Портрет дами в білому», 1840
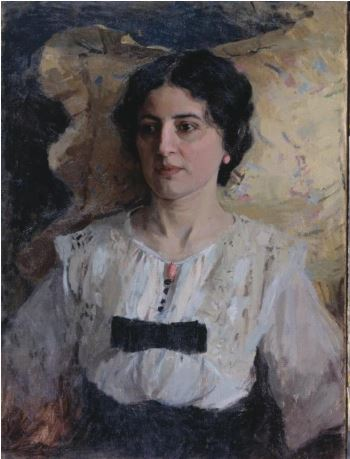
Валентин Сєров. «Жіночий портрет», 1903
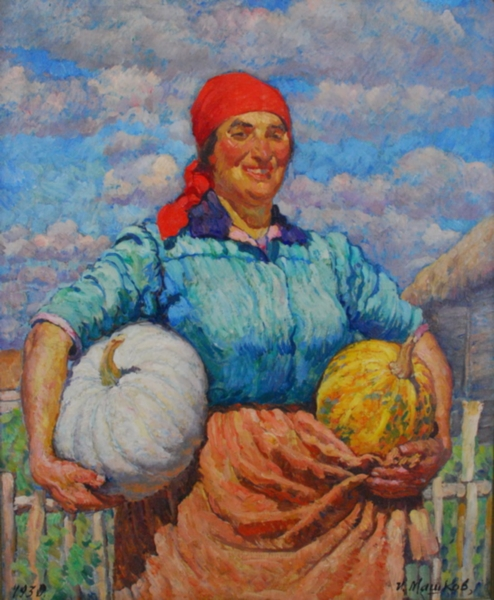
Ілля Машков. «Колгоспниця з гарбузами», 1930
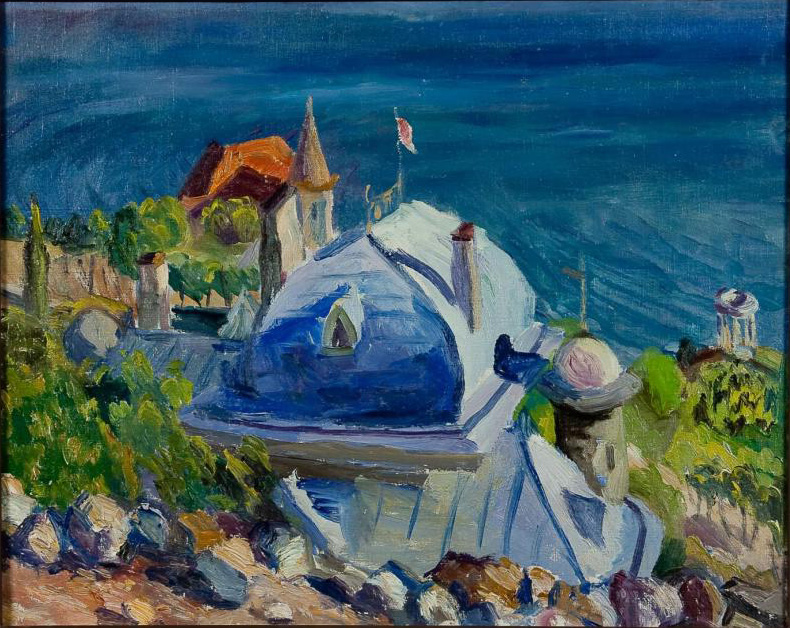
Аристарх Лентулов. «Кримський пейзаж», 1933
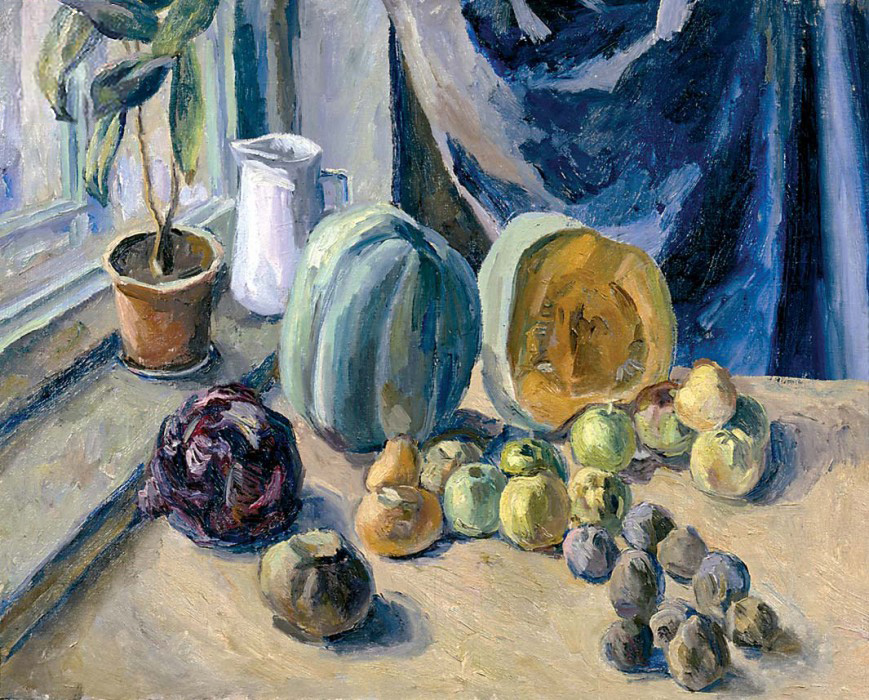
Аристарх Лентулов. «Натюрморт з гарбузом», 1934